# Carlos Moreno
Carlos Moreno (narozen 16. dubna 1959 v Kolumbii) je francouzsko-kolumbijský vědec a univerzitní profesor. Působí na Institutu podnikového řízení v Paříži (Institut d'administration des entreprises de Paris) na univerzitě Paříž 1 Panthéon-Sorbonne.
Specialista na inteligentní řízení složitých systémů, jehož práce jsou doprovázeny aktivitami v inovačním ekosystému kolem podpory výzkumu a přenosu technologií do průmyslu, malých a středních podniků a začínajících podniků. Je aktivní také v popularizaci vědy.
Na Světový den Habitatu, 4. října 2002, mu byl udělen "Čestný svitek" UN HABITAT za celosvětovou iniciativu 15minutové město: "Za nabídku přesvědčivého modelu s celosvětovým dosahem, který usnadňuje vyprávění a mobilizaci v oblasti udržitelného rozvoje měst a přispívá k urychlení implementace Nové městské agendy jako plánu na obnovu COVID-19"
Je známý pro svoje myšlenky a aktivity zaměřenými na inteligentní, udržitelné a citlivé město. Jeho zásadním konceptem je tzv. Patnáctiminutové město. Tento koncept byl v roce 2020 přijat znovuzvolenou pařížskou starostkou Anne Hidalgo jako jeden ze základních kamenů její politiky rozvoje města. Moreno již od roku 2015 působí pod Anne Hidalgo v pozici zvláštního zmocněnce pro oblast smart cities.
V červenci 2010 mu byl v pařížském Maison de la Recherche udělen řád Rytíře čestné legie (Chevalier de l'Ordre de la Légion d'honneur).
V roce 2019 mu Akademie architektury udělila medaili za perspektivu.
Carlos Moreno je francouzskou osobností, která se 10. října 2020 spolu s dalšími 39 lidmi účastní zahájení celosvětové klimatické iniciativy "Countdown". Společně s Antoniem Gutierresem, papežem Františkem, bývalým viceprezidentem USA Alem Gorem, předsedkyní EU Ursulou Von der Leyenovou, princem Williamem a herečkou a aktivistkou Jane Fondovou vyzvali k posílení boje za klima. Koncept čtvrthodinového města byl jednou z iniciativ navržených pro města.
V červnu 2021 byl Carlos Moreno jmenován spolupředsedou francouzské vědeckotechnické sítě pro architektury v extrémních prostředích RST ARCHES.
Dne 4. října 2021, na Světový den Habitatu, vyhlásila dánská Nadace Henrika Frodeho OBEL Award Archivováno 7. 10. 2021 na Wayback Machine. za přínos k lepší kvalitě života díky čtvrthodinovému městu. Předána mu byla 21. října 2021 v pařížském Hôtel de Ville.
18. listopadu 2021 mu byla na světovém kongresu Smart City Expo World Congress v Barceloně udělena cena "Leadership" ex aequo spolu s italskou architektkou Benedettou Tagliabue za jejich přínos projektům chytrých měst po celém světě za posledních deset let.

## Funkce
- Předseda International Human Smart City Forum Committee
- Odborný ředitel eTi Entrepreneurship Territorial Innovation Chair
- Člen Supreme Council for Training and Strategic Research (CSFRS)
- Člen Mines-Télécom Institute
- Pařížský zvláštní zmocněnec pro oblast smart cities

## Ocenění
V roce 2010 mu byl udělen francouzský Řád čestné legie.
V roce 2019 mu Akademie architektury udělila medaili za perspektivu.
V roce 2021 obdržel ocenění Henrik Frode OBEL Award Archivováno 7. 10. 2021 na Wayback Machine.
V roce 2021 Smart City Expo World Congress v Barceloně udělena cena "Leadership"
V Roce 2022 FIABCI Global Pioneers Awards for Building Better Lives, "On the Ground"
V roce 2022 "Čestný svitek" UN HABITAT